# Eyprepocnemis bhadurii
Eyprepocnemis bhadurii is een rechtvleugelig insect uit de familie veldsprinkhanen (Acrididae). De wetenschappelijke naam van deze soort is voor het eerst geldig gepubliceerd in 1965 door Bhowmik.